# 穂坂俊明
穂坂 俊明（ほさか としあき、1926年 - 没年不明）は、元NHKアナウンサー。

## 人物
1949年入局。1961年の『第12回NHK紅白歌合戦』で総合司会を担当。前年の『第11回NHK紅白歌合戦』まで7年連続でこのポジションを担当した同僚の石井鐘三郎に代わっての起用となったが、穂坂の担当は同回限りとなり、翌年の『第13回NHK紅白歌合戦』では前任者の石井にこの座を明け渡した。
1983年退職。